# Leandra regnellii
Leandra regnellii là một loài thực vật có hoa trong họ Mua. Loài này được (Triana) Cogn. mô tả khoa học đầu tiên năm 1886.